# Diocesi di Bydgoszcz
La diocesi di Bydgoszcz (in latino Dioecesis Bydgostiensis) è una sede della Chiesa cattolica in Polonia suffraganea dell'arcidiocesi di Gniezno. Nel 2022 contava 588.000 battezzati su  627.000 abitanti. È retta dal vescovo Krzysztof Stefan Włodarczyk.

## Territorio
La diocesi si estende su parte dei voivodati di Cuiavia-Pomerania e della Grande Polonia, e comprende i comuni di Bydgoszcz, Nakło nad Notecią, Złotów, Solec Kujawski, Szubin, Sępólno Krajeńskie, Więcbork, Wyrzysk, Kcynia, Łabiszyn, Mrocza, Gołańcz, Łobżenica.
Sede vescovile è la città di Bydgoszcz, dove si trova la cattedrale dei Santi Martino e Nicola. Nel territorio sorgono anche tre basiliche minori: le basiliche di San Vincenzo de' Paoli e di Nostra Signora Regina dei Martiri a Bydgoszcz, e la basilica dell'Immacolata Concezione a Górka Klasztorna.
Il territorio si estende su 5.200 km² ed è suddiviso in 152 parrocchie.

## Storia
La diocesi è stata eretta il 24 febbraio 2004 con la bolla Dilectorum Polonorum di papa Giovanni Paolo II, ricavandone il territorio dall'arcidiocesi di Gniezno e dalle diocesi di Koszalin-Kołobrzeg e di Pelplin.

## Cronotassi dei vescovi
Si omettono i periodi di sede vacante non superiori ai 2 anni o non storicamente accertati.
- Jan Tyrawa (24 febbraio 2004 - 12 maggio 2021 dimesso)[1]
- Krzysztof Stefan Włodarczyk, dal 21 settembre 2021

## Statistiche
La diocesi nel 2022 su una popolazione di 627.000 persone contava 588.000 battezzati, corrispondenti al 93,8% del totale.
| anno | popolazione | popolazione | popolazione | presbiteri | presbiteri | presbiteri | presbiteri                | diaconi | religiosi | religiosi | parrocchie |
| anno | battezzati  | totale      | %           | numero     | secolari   | regolari   | battezzati per presbitero | diaconi | uomini    | donne     | parrocchie |
| ---- | ----------- | ----------- | ----------- | ---------- | ---------- | ---------- | ------------------------- | ------- | --------- | --------- | ---------- |
| 2004 | ?           | 596.202     | ?           | 377        | 284        | 93         | ?                         |         | 97        |           | 144        |
| 2006 | 559.178     | 586.410     | 95,4        | 358        | 270        | 88         | 1.561                     |         | 108       | 157       | 145        |
| 2012 | 589.312     | 601.890     | 97,9        | 348        | 296        | 52         | 1.693                     |         | 69        | 151       | 149        |
| 2015 | 580.000     | 620.000     | 93,5        | 389        | 290        | 99         | 1.421                     |         | 117       | 131       | 149        |
| 2018 | 580.000     | 620.000     | 93,5        | 389        | 294        | 99         | 1.475                     |         | 109       | 131       | 152        |
| 2020 | 583.088     | 622.036     | 93,7        | 404        | 305        | 99         | 1.443                     |         | 109       | 131       | 152        |
| 2022 | 588.000     | 627.000     | 93,8        | 407        | 308        | 99         | 1.444                     |         | 108       | 131       | 152        |

## Galleria d'immagini

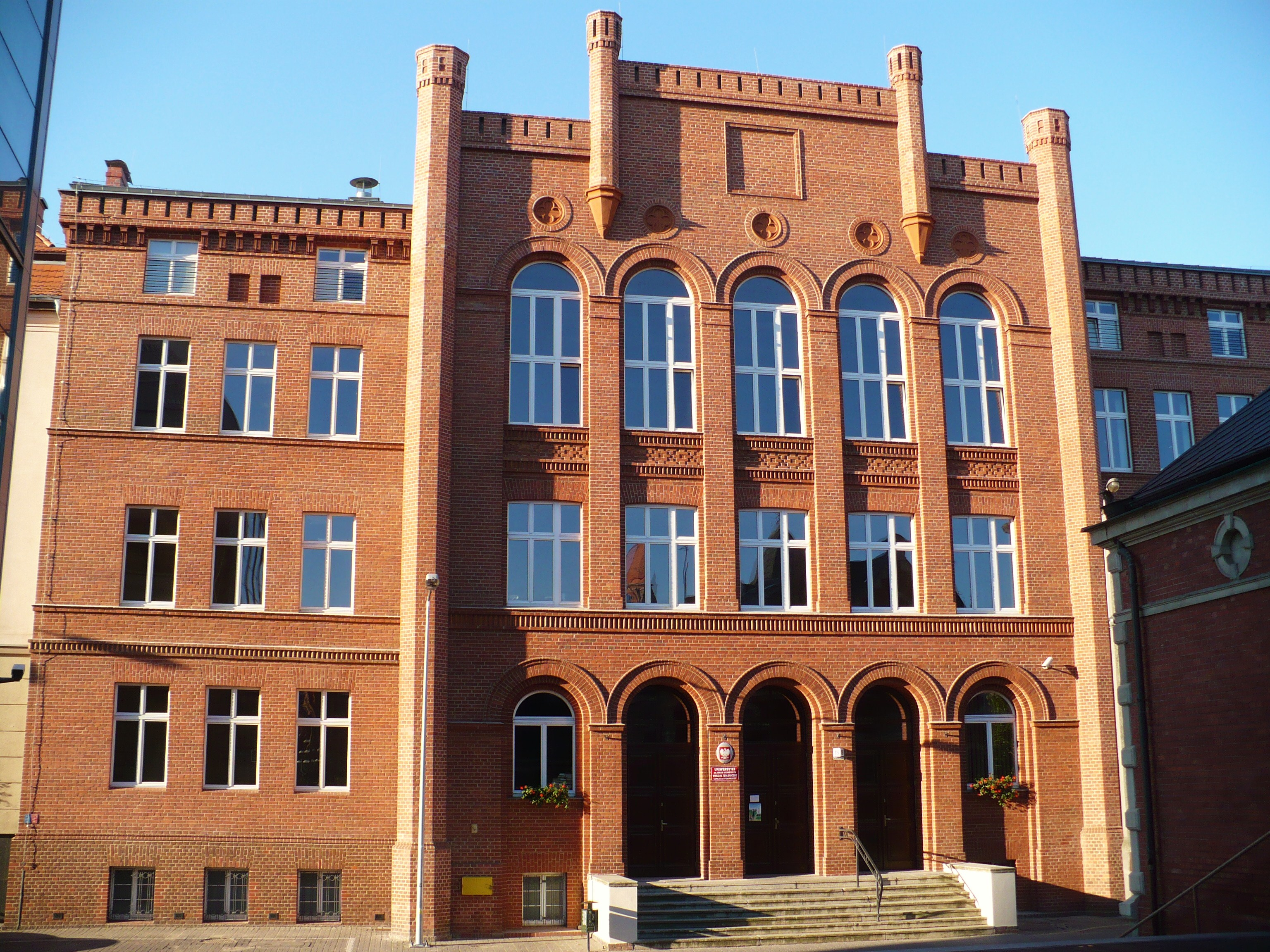
Il seminario vescovile
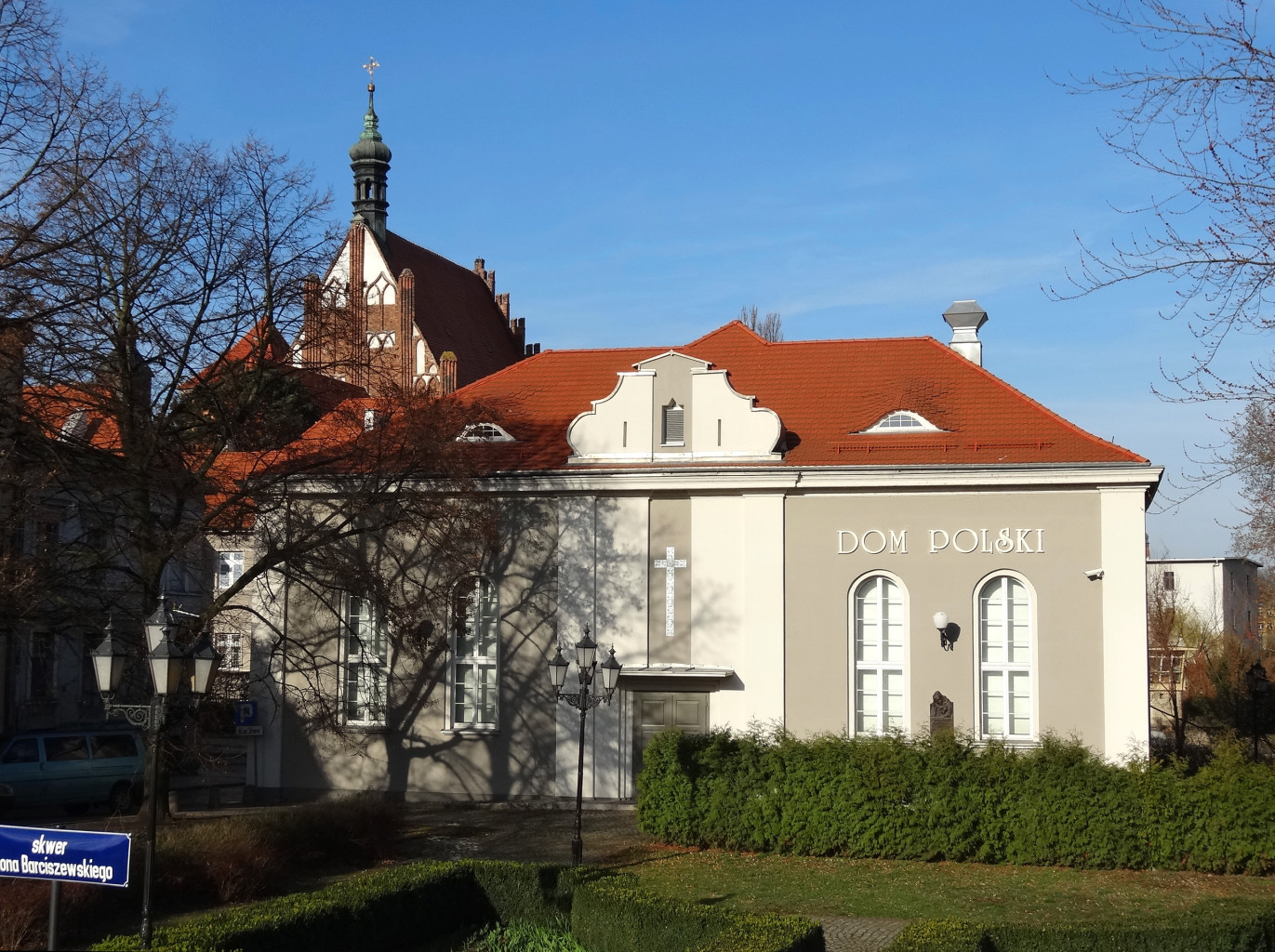
Sede della curia diocesana
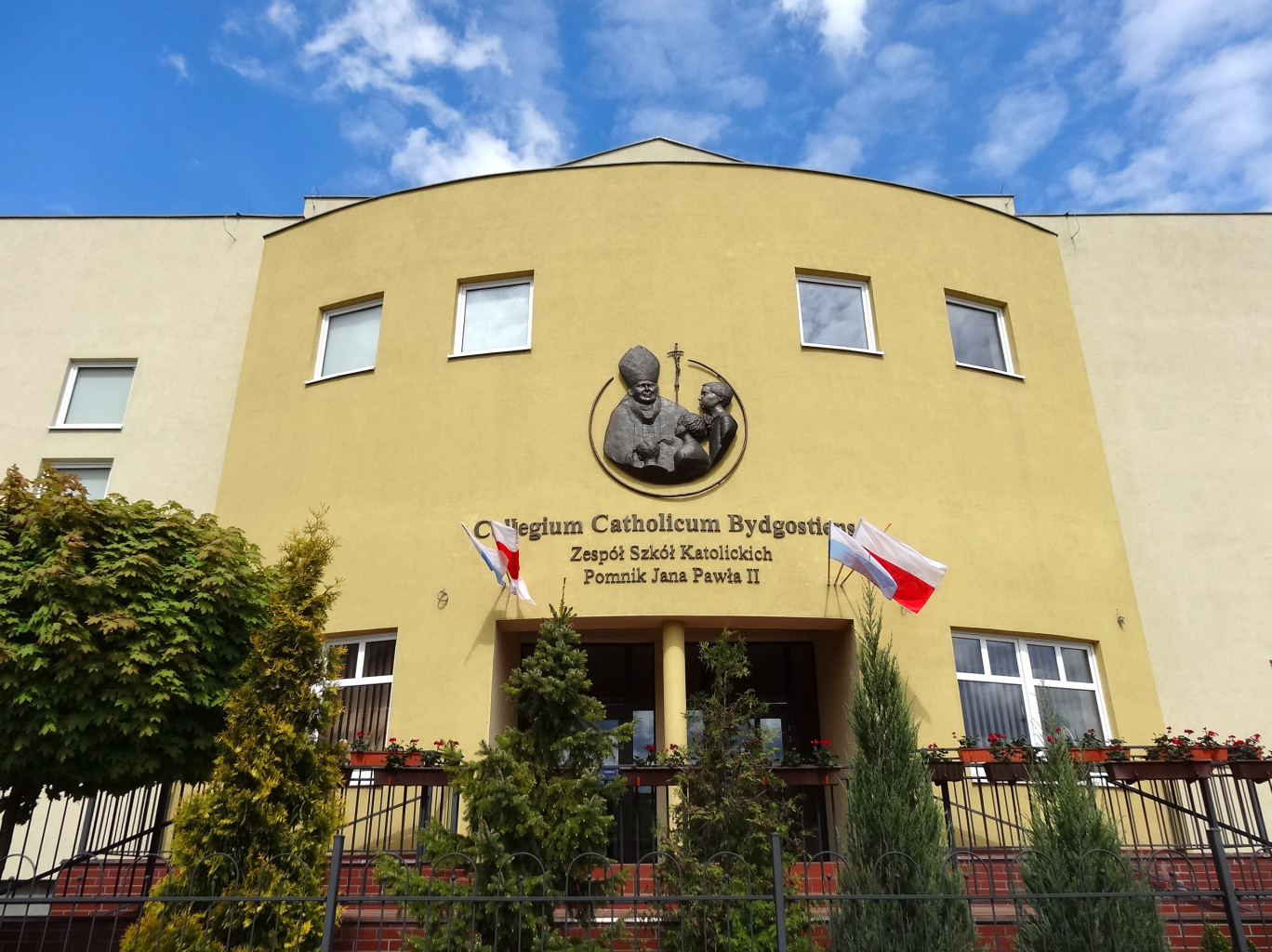
Il Collegium Catholicum Bydgostiense
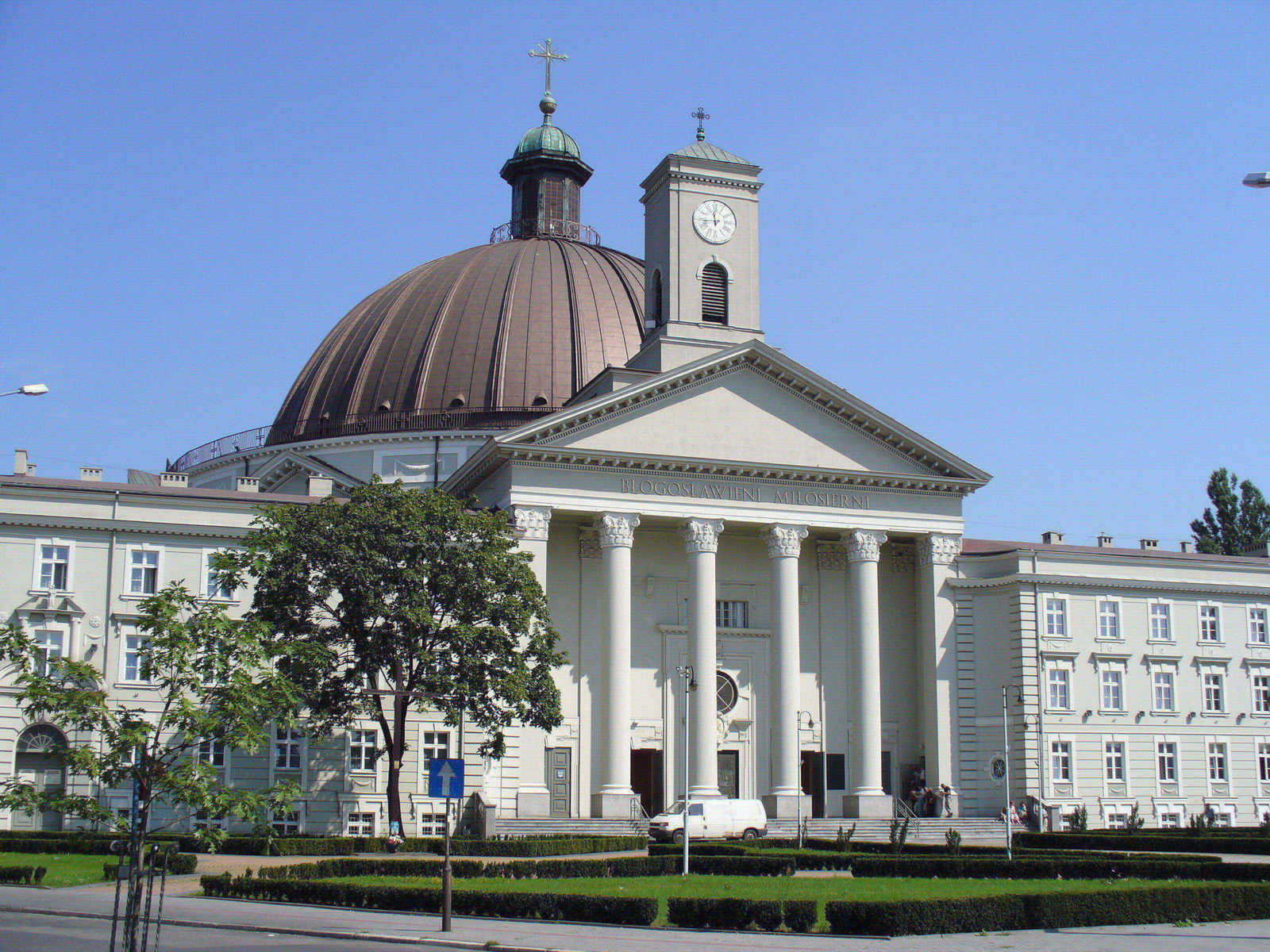
La basilica minore di San Vincenzo de Paoli a Bydgoszcz
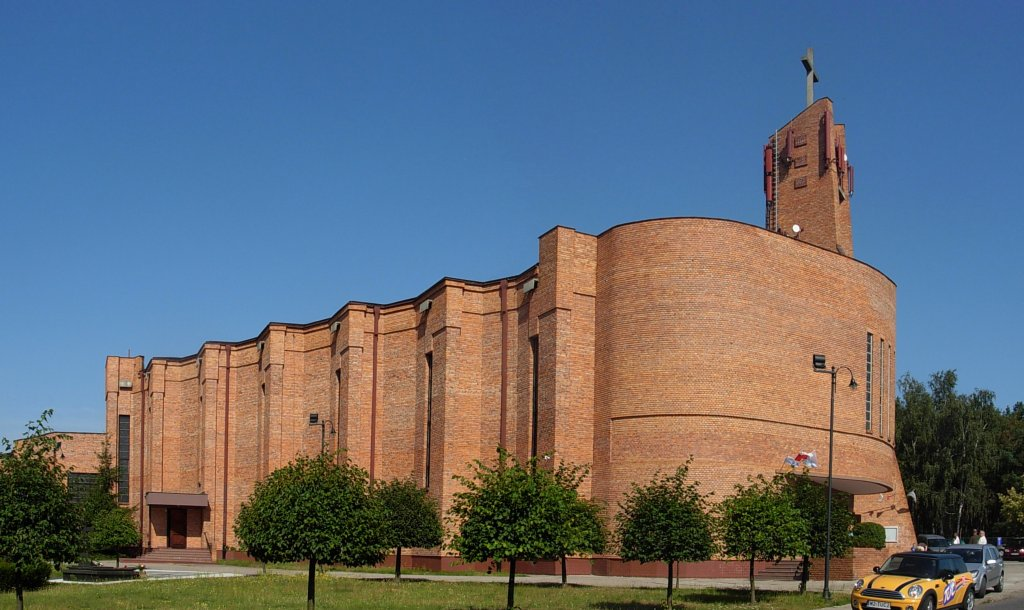
La basilica minore di Nostra Signora Regina dei Martiri a Bydgoszcz
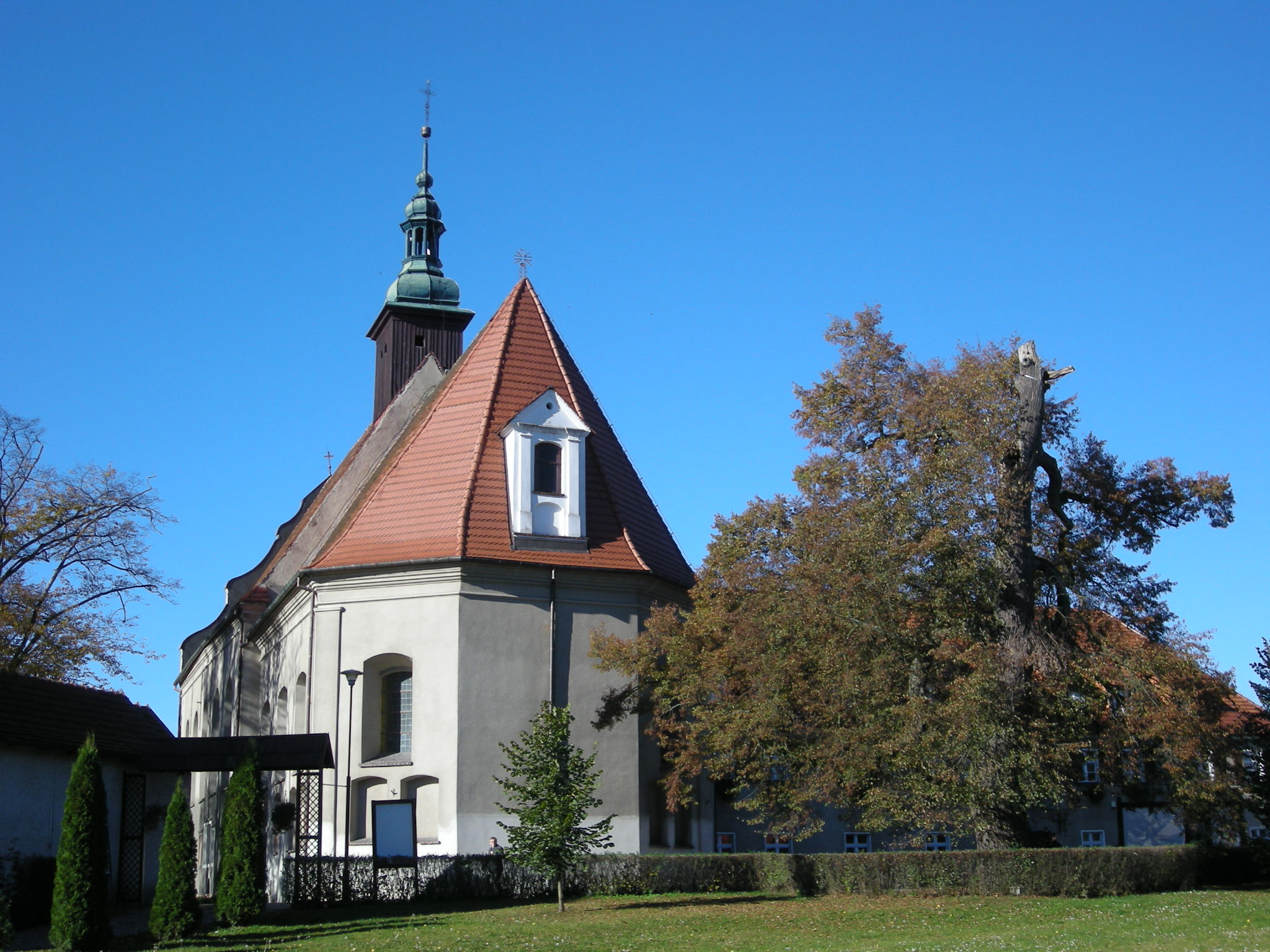
La basilica minore dell'Immacolata Concezione a Górka Klasztorna